# Милован Николић
Милован Николић (?−?) мање је познат драгачевски каменорезац из села Рти. Мајстор-занатлија, активан крајем 19. века.
Клесарио угледајући се на Млађена Раковића и друге мајсторе из Горачића.
Споменике од живичког пешчара израђивао је у свом и околним селима: Ивани Дуканац (†1895) у Вучковици и Милошу Сретеновићу (†1886) „бившем ваљару” у Ртима. 
Потписао се на споменику земљаку Јовану Росићу, припаднику пионирске чете сталног кадра Војске Краљевине Србије:

Споменик Јовану Росићу (†1891) (Рти, Костића гробље)
Мили и драги
Србски роде
умољено стани
и реци
Бог да прости
младог Срба
ЈОВАНА РОСИЋА
из Ртију
војника сталног кадра
пионерске чете
који је у 21 год.
живота свог
умро у Нишу
2. марта 1891. год.
Писа М. Николић